# ذي عالب (الحيمة الخارجية)

تعديل مصدري - تعديل

ذي عالب هي إحدى قرى عزلة بني بجير بمديرية الحيمة الخارجية التابعة لمحافظة صنعاء، بلغ تعداد سكانها 313 نسمة حسب تعداد اليمن لعام 2004.